# 斯洛文尼亚大学列表
下面是斯洛文尼亚各大学的列表：
公立
- 卢布尔雅那大学（Univerza v Ljubljani，卢布尔雅那）
- 马里博尔大学（Univerza v Mariboru，马里博尔）
- 海濱大学（英语：University of Primorska）（Univerza na Primorskem，科佩尔）

私立
- 新戈里察大学（英语：University of Nova Gorica）（Univerza v Novi Gorici，新戈里察）
- 新梅斯托大学（英语：University of Novo Mesto）（Univerza v Novem mestu，新梅斯托）
- 歐洲母校-馬里博爾歐洲中心（英语：Alma Mater Europaea – Evropski center, Maribor）（Alma Mater Europaea – Evropski center，马里博尔）

## 参看
- http://www.hr4europe.com/world.php?cpl=si15zh_cn （页面存档备份，存于）
- 斯洛文尼亚教育